# Abothrodon pricei
Abothrodon pricei és una espècie extinta de mamífer notoungulat que visqué a Sud-amèrica des del Miocè superior fins al Plistocè superior, fa entre 11.700 anys i 11,6 milions d'anys. Se n'han trobat restes fòssils a l'estat brasiler d'Acre. Es tracta de l'única espècie del gènere Abothrodon. Fou descrit a partir d'una dent molar inferior esquerra trobada al curs alt del riu Juruá. El nom específic pricei fou elegit en honor del paleontòleg brasiler Llewellyn Ivor Price.